# Weltmeisterschaften im Trampolinturnen 1982
Die 12. Turn-Weltmeisterschaften im Trampolinturnen fanden 1982 in Bozeman, Vereinigte Staaten statt.

## Ergebnisse

### Männer Einzel
| Rang | Land                   | Turner      |
| ---- | ---------------------- | ----------- |
|      | Vereinigtes Königreich | Carl Furrer |
|      | Australien             | Glenn Kelly |
|      | Kanada                 | John Ross   |

### Männer Team
| Rang | Land                   | Turner                                                   |
| ---- | ---------------------- | -------------------------------------------------------- |
|      | Frankreich             | Lionel Pioline Laurent Mainfray Daniel Cola Gilles Sogny |
|      | Vereinigtes Königreich | Carl Furrer Nigel Rendell Richard Cobbing                |
|      | Spanien                | Cruz Blanco Ignacio Ortiz Alfonso Gines Jose Vives       |

### Synchron Männer
| Rang | Land                   | Turner                       |
| ---- | ---------------------- | ---------------------------- |
|      | Vereinigte Staaten     | Mark Calderon Stuart Ransom  |
|      | Vereinigtes Königreich | Geoff Fog Alistair McCann    |
|      | Schweiz                | Jörg Roth Bernard Stadelmann |

### Doppel Mini-Trampolin Männer
| Rang | Land        | Turner            |
| ---- | ----------- | ----------------- |
|      | Australien  | Brett Austine     |
|      | Südafrika   | Derrick Lotz      |
|      | Deutschland | Manfred Schwedler |

### Doppel Mini-Trampolin Team Männer
| Rang | Land               | Turner |
| ---- | ------------------ | ------ |
|      | Australien         |        |
|      | Vereinigte Staaten |        |
|      | Kanada             |        |

### Tumbling Männer
| Rang | Land               | Turner        |
| ---- | ------------------ | ------------- |
|      | Vereinigte Staaten | Steve Elliott |
|      | Vereinigte Staaten | Tim Schlosser |
|      | Vereinigte Staaten | Ed Meadows    |

### Tumbling Team Männer
| Rang | Land               | Turner |
| ---- | ------------------ | ------ |
|      | Vereinigte Staaten |        |
|      | Kanada             |        |
|      | Südafrika          |        |

### Damen Einzel
| Rank | Land                   | Turnerin       |
| ---- | ---------------------- | -------------- |
|      | Schweiz                | Ruth Keller    |
|      | Deutschland            | Susanne Hauser |
|      | Vereinigtes Königreich | Sue Shotton    |

### Damen Team
| Rank | Land                   | Turnerin                                                         |
| ---- | ---------------------- | ---------------------------------------------------------------- |
|      | Deutschland            | Susanne Hauser Ute Scheile Beate Kruswicki Esther Lindenlaub     |
|      | Vereinigtes Königreich | Sue Shotton Andrea Holmes Krystyan McDonald                      |
|      | Niederlande            | Jacqueline de Ruiter Marjo van Diemen Anka Steinfort Diane Wrong |

### Synchron Damen
| Rang | Land        | Turner                                |
| ---- | ----------- | ------------------------------------- |
|      | Niederlande | Jacqueline de Ruiter Marjo van Diemen |
|      | Deutschland | Ute Scheile Ute Luxon                 |
|      | Frankreich  | Nadine Conte Nathalie Treil           |

### Doppel Mini-Trampolin Damen
| Rang | Land               | Turner            |
| ---- | ------------------ | ----------------- |
|      | Kanada             | Christine Tough   |
|      | Deutschland        | Gabi Dreier       |
|      | Vereinigte Staaten | Bethany Fairchild |

### Doppel Mini-Trampolin Team Damen
| Rang | Land               | Turner |
| ---- | ------------------ | ------ |
|      | Vereinigte Staaten |        |
|      | Australien         |        |
|      | Neuseeland         |        |

### Tumbling Damen
| Rang | Land               | Turner          |
| ---- | ------------------ | --------------- |
|      | Vereinigte Staaten | JIll Hollenbeak |
|      | Vereinigte Staaten | Kristi Laman    |
|      | Vereinigte Staaten | Stacy Hansen    |

### Tumbling Team Damen
| Rang | Land               | Turner |
| ---- | ------------------ | ------ |
|      | Vereinigte Staaten |        |
|      | Kanada             |        |
|      | Südafrika          |        |

### Medaillenspiegel
| Rang | Nation                 | Gold | Silber | Bronze | Gesamt |
| ---- | ---------------------- | ---- | ------ | ------ | ------ |
| 1    | Vereinigte Staaten     | 6    | 3      | 3      | 12     |
| 2    | Australien             | 2    | 2      | -      | 4      |
| 3    | Deutschland            | 1    | 3      | 1      | 5      |
| 3    | Vereinigtes Königreich | 1    | 3      | 1      | 5      |
| 5    | Kanada                 | 1    | 2      | 2      | 5      |
| 6    | Schweiz                | 1    | -      | 1      | 2      |
| 6    | Frankreich             | 1    | -      | 1      | 2      |
| 6    | Niederlande            | 1    | -      | 1      | 1      |
| 9    | Südafrika              | -    | 1      | 2      | 3      |
| 10   | Spanien                | -    | -      | 1      | 1      |
| 10   | Neuseeland             | -    | -      | 1      | 1      |